# 1992–1993-as UEFA-bajnokok ligája
Az 1992–1993-as UEFA-bajnokok ligája a legrangosabb európai nemzetközi labdarúgókupa, mely jelenlegi nevén az első, jogelődjeivel együttvéve 38. alkalommal került kiírásra. A lebonyolításba bekerült egy csoportkör. A döntőnek a müncheni Olimpiai Stadion adott otthont. A győztes a francia Olympique Marseille lett, története során első alkalommal.
A Marseille később bundabotrányba keveredett, ami miatt az 1993-as francia bajnoki címét elvették és a másodosztályba száműzték a csapatot, a BL-győzelmet viszont megtarthatták. Az 1993-as UEFA-szuperkupában és a Világkupában viszont nem játszhattak, a döntőben legyőzött AC Milan lépett a helyükre.

## Selejtező
| 1. csapat          | Össz. | 2. csapat           | 1. mérk. | 2. mérk. |
| ------------------ | ----- | ------------------- | -------- | -------- |
| Shelbourne         | 1–2   | Tavrija Szimferopol | 0–0      | 1–2      |
| Valletta           | 1–3   | Makkabi Tel-Aviv    | 1–2      | 0–1      |
| KÍ                 | 1–6   | Skonto Riga         | 1–3      | 0–3      |
| Olimpija Ljubljana | 5–0   | FC Norma            | 3–0      | 2–0      |

## 1. forduló
| 1. csapat         | Össz. | 2. csapat           | 1. mérk. | 2. mérk.  |
| ----------------- | ----- | ------------------- | -------- | --------- |
| Göteborg          | 3–2   | Beşiktaş JK         | 2–0      | 1–2       |
| Lech Poznań       | 2–0   | Skonto Riga         | 2–0      | 0–0       |
| Rangers           | 3–0   | Lyngby              | 2–0      | 1–0       |
| VfB Stuttgart     | 4–41  | Leeds United        | 3–0      | 1–4       |
| Slovan Bratislava | 4–1   | Ferencváros         | 4–1      | 0–0       |
| AC Milan          | 7–0   | Olimpija Ljubljana  | 4–0      | 3–0       |
| FC Kuusysi        | 1–2   | Dinamo București    | 1–0      | 0–2 (hu.) |
| Glentoran         | 0–8   | Olympique Marseille | 0–5      | 0–3       |
| Makkabi Tel-Aviv  | 0–4   | Club Brugge         | 0–1      | 0–3       |
| Austria Wien      | 5–4   | CSZKA Szofija       | 3–1      | 2–3       |
| FC Sion           | 7–2   | Tavrija Szimferopol | 4–1      | 3–1       |
| Union Luxembourg  | 1–9   | FC Porto            | 1–4      | 0–5       |
| AÉK Athén         | 3–32  | APÓEL               | 1–1      | 2–2       |
| PSV Eindhoven     | 8–0   | Žalgiris            | 6–0      | 2–0       |
| Víkingur          | 2–5   | CSZKA Moszkva       | 0–1      | 2–4       |
| FC Barcelona      | 1–0   | Viking              | 1–0      | 0–0       |

1 A Leeds United egy harmadik mérkőzésen 2–1-re legyőzte a VfB Stuttgart csapatát Barcelonában, így továbbjutott a következő körbe.

2 Az AÉK Athén csapata jutott tovább, idegenben lőtt több góllal.

## Nyolcaddöntő
| 1. csapat         | Össz. | 2. csapat           | 1. mérk. | 2. mérk. |
| ----------------- | ----- | ------------------- | -------- | -------- |
| Göteborg          | 4–0   | Lech Poznań         | 1–0      | 3–0      |
| Rangers           | 4–2   | Leeds United        | 2–1      | 2–1      |
| Slovan Bratislava | 0–5   | AC Milan            | 0–1      | 0–4      |
| Dinamo București  | 0–2   | Olympique Marseille | 0–0      | 0–2      |
| Club Brugge       | 3–31  | Austria Wien        | 2–0      | 1–3      |
| FC Sion           | 2–6   | FC Porto            | 2–2      | 0–4      |
| AÉK Athén         | 1–3   | PSV Eindhoven       | 1–0      | 0–3      |
| CSZKA Moszkva     | 4–3   | FC Barcelona        | 1–1      | 3–2      |

1 A Club Brugge csapata jutott tovább, idegenben lőtt több góllal.

## Csoportkör

### A csoport
| Hely. | Csapat        | M | Gy | D | V | G+ | G– | Gk  | P | Továbbjutás            |     | MAR | RAN | BRU | CSKA |
| ----- | ------------- | - | -- | - | - | -- | -- | --- | - | ---------------------- | --- | --- | --- | --- | ---- |
| 1.    | Marseille     | 6 | 3  | 3 | 0 | 14 | 4  | +10 | 9 | Továbbjutott a döntőbe |     | —   | 1–1 | 3–0 | 6–0  |
| 2.    | Rangers       | 6 | 2  | 4 | 0 | 7  | 5  | +2  | 8 |                        |     | 2–2 | —   | 2–1 | 0–0  |
| 3.    | Club Brugge   | 6 | 2  | 1 | 3 | 5  | 8  | −3  | 5 |                        | 0–1 | 1–1 | —   | 1–0 |      |
| 4.    | CSZKA Moszkva | 6 | 0  | 2 | 4 | 2  | 11 | −9  | 2 |                        | 1–1 | 0–1 | 1–2 | —   |      |

### B csoport
| Hely. | Csapat        | M | Gy | D | V | G+ | G– | Gk  | P  | Továbbjutás            |     | MIL | GOT | POR | PSV |
| ----- | ------------- | - | -- | - | - | -- | -- | --- | -- | ---------------------- | --- | --- | --- | --- | --- |
| 1.    | AC Milan      | 6 | 6  | 0 | 0 | 11 | 1  | +10 | 12 | Továbbjutott a döntőbe |     | —   | 4–0 | 1–0 | 2–0 |
| 2.    | IFK Göteborg  | 6 | 3  | 0 | 3 | 7  | 8  | −1  | 6  |                        |     | 0–1 | —   | 1–0 | 3–0 |
| 3.    | FC Porto      | 6 | 2  | 1 | 3 | 5  | 5  | 0   | 5  |                        | 0–1 | 2–0 | —   | 2–2 |     |
| 4.    | PSV Eindhoven | 6 | 0  | 1 | 5 | 4  | 13 | −9  | 1  |                        | 1–2 | 1–3 | 0–1 | —   |     |

## Döntő
| 1993. május 26. 20:15 (CEST) |

| Olympique Marseille | 1–0               | AC Milan |
| ------------------- | ----------------- | -------- |
| Boli 43'            | (1–0) Jegyzőkönyv |          |

| Olimpiai Stadion, München Nézőszám: 64 400 Játékvezető: Kurt Röthlisberger (svájci) |

| Az 1992–1993-as UEFA-bajnokok ligája győztese |
| --------------------------------------------- |
| Olympique Marseille 1. cím                    |